# Полушария Земли
Полушария Земли  — две половины сферической поверхности Земли, которые выделяют по определённым признакам. Обычно Землю делят на следующие полушария: 
- Северное и Южное (по экватору);
- Восточное и Западное (по Гринвичскому и 180° меридианам, иногда по меридиану 160° восточной и 20° западной долготы по Гринвичу), при этом в Восточном полушарии полностью расположены Европа, Африка, Австралия и почти вся Азия, а в Западном полушарии — Америка;
- материковое (с центром на юго-западе Франции — суша занимает около 47% площади) и океаническое (с центром к востоку от Новой Зеландии — суша занимает около 9%).

## Асимметричность полушарий
Асимметричность Северного и Южного полушарий выражается как в распределении материков и океанов, так и в распределении типов земной коры, ледников, географических зон, высот и глубин. Большая часть материков расположена в Северном полушарии, где они занимают площадь свыше 100 млн км2, 67% площади поверхности суши и 39% площади поверхности полушария. Большая часть Мирового океана расположена в Южном полушарии, где занимает 68% площади поверхности всей воды планеты и 80% площади поверхности собственно полушария. Асимметрия полушарий свойственна также планетам земной группы: Меркурию, Венере, Марсу, а также Луне.

### Термическая асимметричность
Асимметричность полушарий в распределении материков и океанов влияет на распределение термических условий и температуры. Северное полушарие теплее Южного примерно на 3,1 °C, что объясняется охлаждающим влиянием Антарктического ледника, поверхность которого отражает 60% солнечной радиации. Кроме того, океаническое южное полушарие в большей степени покрыто облаками, хотя в то же время океан поглощает больше солнечной радиации. Ввиду высокой теплоёмкости воды и распределения тепла в мощном слое океанского термоклина температура океана в низких и средних широтах ниже, чем на суше, даже при условии поступления большего количества радиационного тепла.
| Широта                     | Температура, °C | Разница с другим полушарием |
| -------------------------- | --------------- | --------------------------- |
| Северное полушарие 15,9 °C |                 |                             |
| 90—80°                     | -18,5           | 29,0                        |
| 80—70°                     | -12,4           | 8,8                         |
| 70—60°                     | -2,5            | 7,9                         |
| 60—50°                     | 2,9             | -1,9                        |
| 50—40°                     | 9,5             | -1,1                        |
| 40—30°                     | 17,7            | 1,9                         |
| 30—20°                     | 24,1            | 4,9                         |
| 20—10°                     | 27,7            | 3,7                         |
| 10—0°                      | 27,9            | 2,3                         |
| Южное полушарие 12,8 °C    |                 |                             |
| 0—10°                      | 24,6            | -2,3                        |
| 10—20°                     | 23,0            | -3,7                        |
| 20—30°                     | 19,2            | -4,9                        |
| 30—40°                     | 15,8            | -1,9                        |
| 40—50°                     | 10,6            | 1,1                         |
| 50—60°                     | 4,8             | 1,9                         |
| 60—70°                     | -9,4            | -7,9                        |
| 70—80°                     | -21,2           | -8,8                        |
| 80—90°                     | -47,5           | -29,0                       |
| Средняя                    | 3,1             |                             |

Термический экватор — линия (изотерма), соединяющая точки с самыми высокими на земной поверхности средними температурами воздуха. Он лежит в районе 5—10° северной широты.
- Материковое полушарие
- Океаническое полушарие
- Западное полушарие
- Восточное полушарие

## Интересные факты
Единственное государство, расположенное сразу во всех полушариях, — Кирибати.